# Királyi Csillagászati Társaság

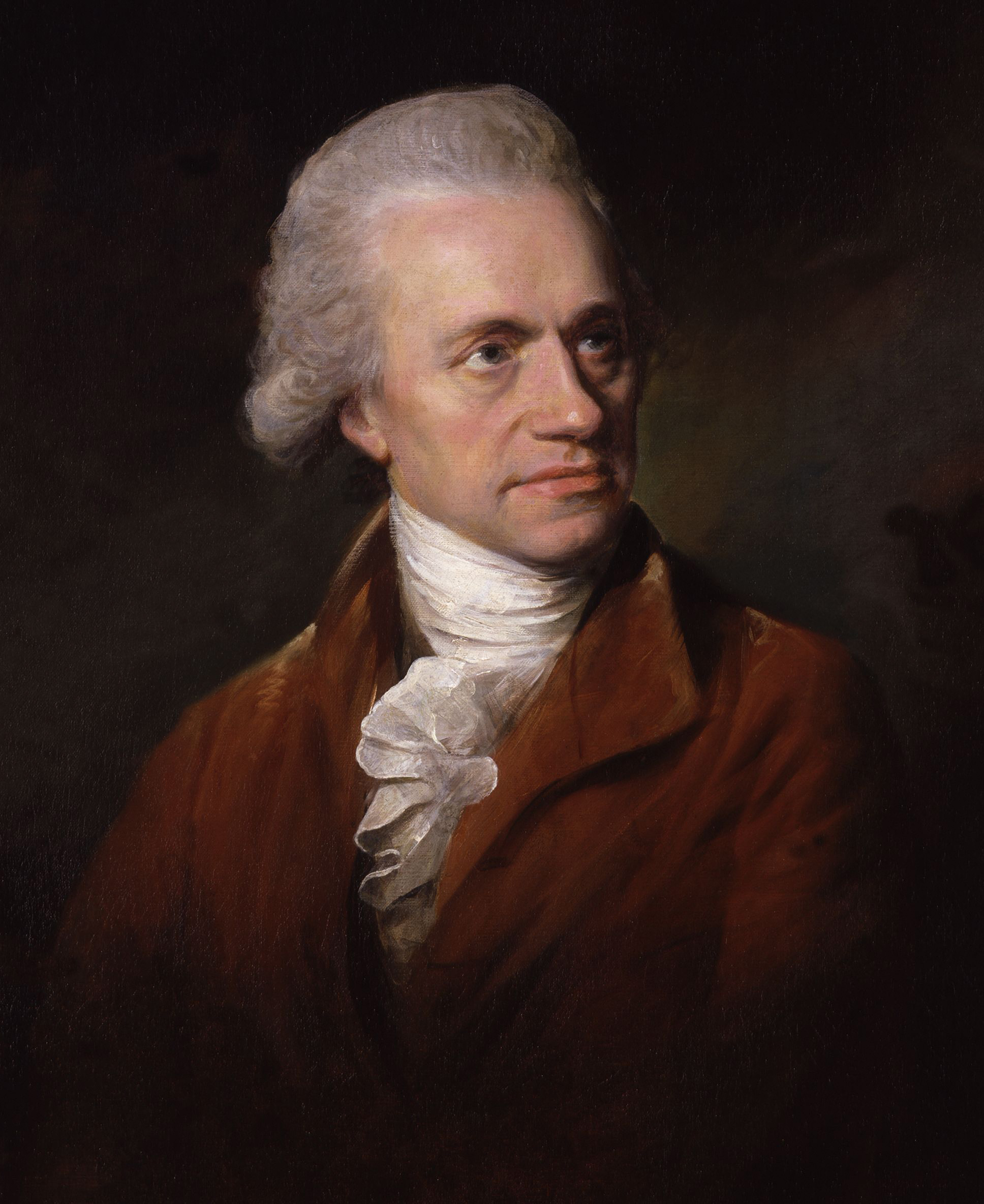
A Társaság első elnöke, a német William Herschel csillagász és zeneszerző, az Uránusz bolygó felfedezője

A Királyi Csillagászati Társaság, hivatalos angol nevén Royal Astronomical Society (RAS) 1820-ban kezdte működését Londonban Csillagászati Társaság (Astronomical Society) néven.
Fő célja a csillagászati kutatás, a Naprendszer kutatása és a geofizikai kutatás támogatása. (Mindezeket az alapítás időszakában még jobbára „gentleman csillagászok” végezték, nem hivatásos tudósok.) Ma több mint 3000 tagja van, mintegy egyharmaduk az Egyesült Királyságon kívül.
A "Királyi" előnevet 1831-ben nyerte el a Társaság IV. Vilmos brit királytól. Az erről szóló okirat 1915-ös kiegészítése a nők számára is megnyitotta a társaság kapuját. A Nemzetközi Csillagászati Szövetség (International Astronomical Union) brit tagja, és tagja a brit Tudományos Tanácsnak is.
Üléseit a Társaság a londoni Piccadillyn található Burlington-házban (angolul Burlington House) tartja, illetve kijelölt más helyszíneken az Egyesült Királyságban.

## Elnökei
Az első elnök William Herschel volt (bár sohasem elnökölt formális ülésen). Jelenleg az elnököt kétéves periódusra választják.

### Neves korábbi elnökök
- John Herschel
- George Airy
- Arthur Cayley
- John Couch Adams
- Charles Pritchard
- William Lassell
- James Glaisher
- George Darwin
- Edward Stone
- Arthur Eddington
- Arthur Milne
- William McCrea
- Fred Hoyle

### A legutóbbi elnökök
- 1992 Martin Rees
- 1994 Carole Jordan
- 1996 Malcolm Longair
- 1998 David Williams
- 2000 Nigel Weiss
- 2002 Jocelyn Bell Burnell
- 2004 Kathryn Whaler

## Lásd még
- Királyi Csillagászati Társaság Aranyérme

## Külső hivatkozások
- A Társaság honlapja
- A Társaság aranyérmesei